# Cedarville (Californie)
Pour les articles homonymes, voir Cedarville.
Cerdaville est une localité du comté de Modoc, dans l'État de Californie.

## Histoire
Initialement nommée Deep Creek et Surprise Valley, la ville fut fondée en 1864 comme une étape pour les convois de chariots des colons. En 1867, un point de vente y fut installé. La localité se situe à 32 km à l'est d'Alturas à une altitude de 1 418 m,.
En 1880, Cedarville était la plus grande ville dans la vallée, avec une population d'environ 220 habitants. La ville a peu progressé au cours des cent années suivantes;. Cependant, selon le recensement de 2010, la population était 514.
La ville accueille une foire annuelle, la Last Frontier Fair. La localité possède de petits hébergements.

## Géographie
C'est la principale agglomération de la Surprise Valley. La ville dispose d'un hôpital, le Cedarville Hôpital, exploité par le district de Surprise Valley, il est situé sur la grande rue. Cedarville Aéroport est situé le long de la State Route 299 à 2,4 km au nord.

## Démographie
La ville n'étant pas un lieu désigné par recensement nous ne disposons pas de données démographiques spécifiques à la ville, mais l'on connaît par contre les données pour la zone géographique de son code postal.
Dans ce cadre, on dénombrait au Recensement des États-Unis de 2000 849 habitants, 381 ménages et 249 familles. Le revenu médian par ménage était de 32 159 $ et 18,5 % de la population vit en dessous du seuil de pauvreté.
| 2000 | 2010 | - | - | - | - |
| ---- | ---- | - | - | - | - |
| 475  | 514  | - | - | - | - |

### Personnalité
- Steven Kistler, créateur en 1931 de l'Aérogel.